# کلمپ کوخر

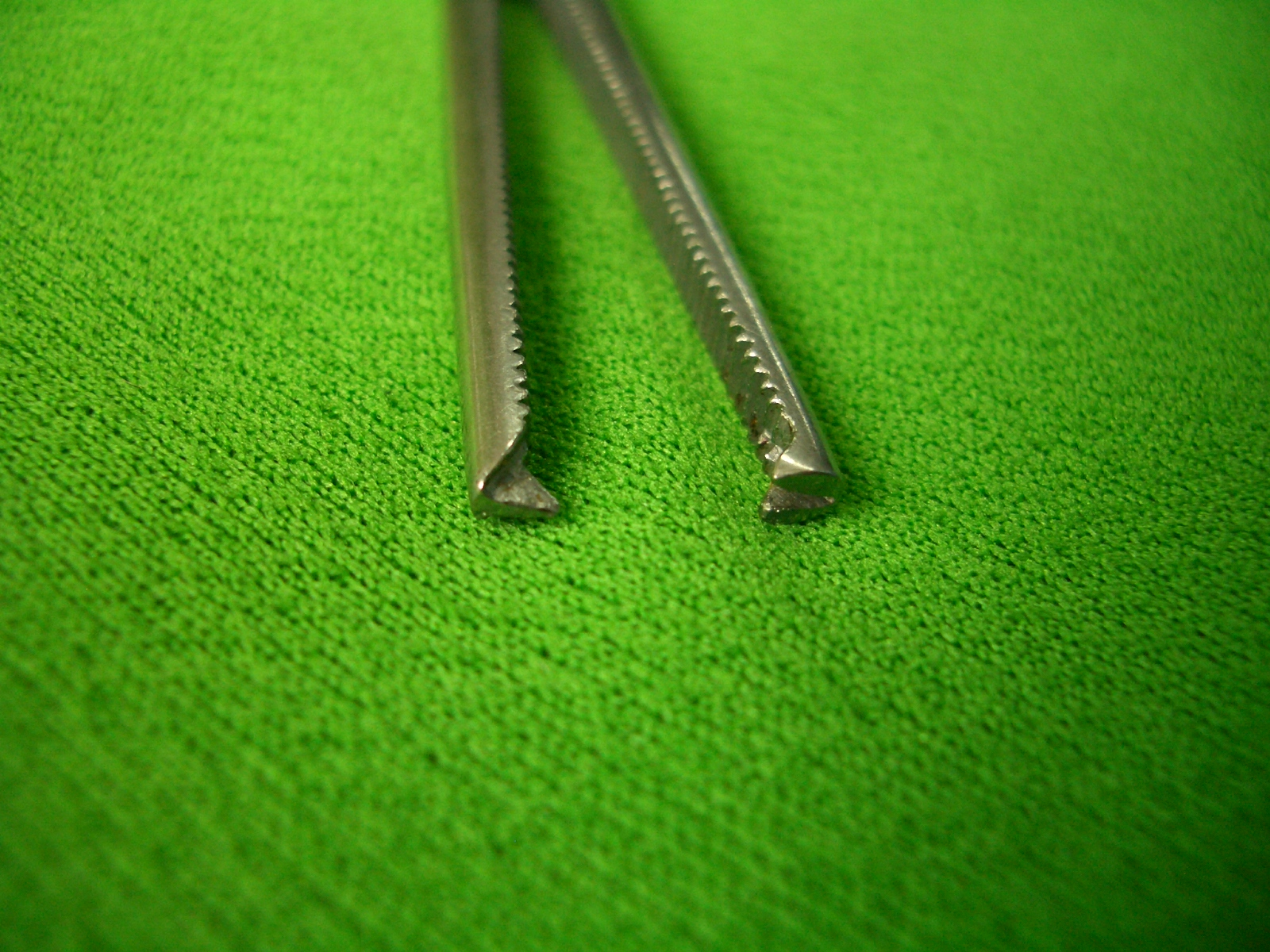
کلمپ کوخر با دندانه V شکل

کلمپ کوخر(به آلمانی: Kocher clamp) ابزاری چنگ زننده که همزمان باعث بندایش خون شده و به نام مخترع آن امیل تئودور کوخر نام‌گذاری شده است.
- در انواع مستقیم و خمیده ساخته می‌شوند و بمنظور نگهداری بافت‌ها(جلوگیری از لغزیدن[۶]) و کنترل خونریزی بکار می‌روند.[۷]

## نگارخانه

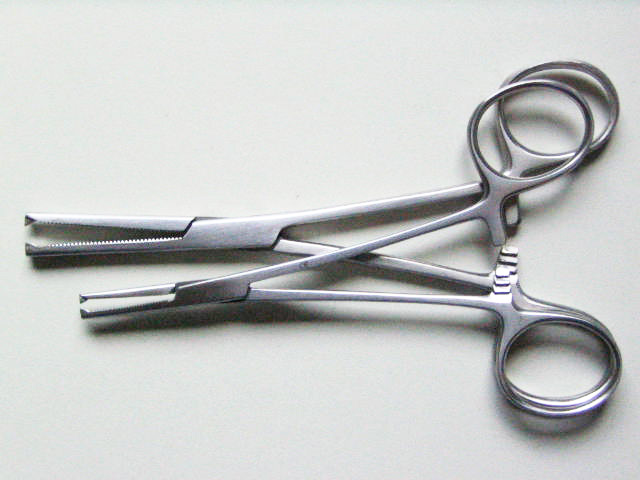
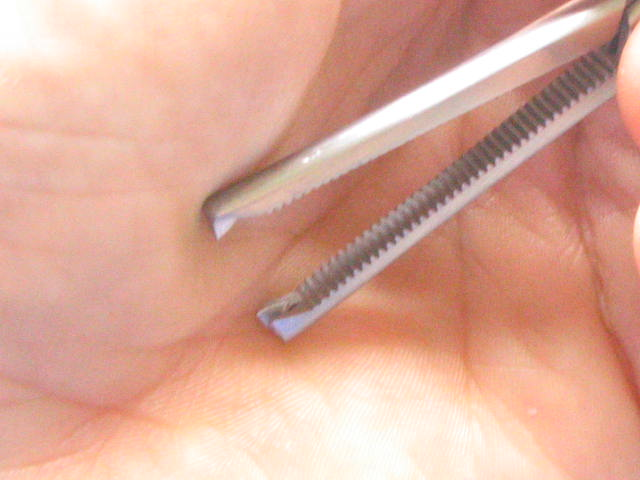